# Coris atlantica
Coris atlantica là một loài cá biển thuộc chi Coris trong họ Cá bàng chài. Loài này được mô tả lần đầu tiên vào năm 1862.

## Từ nguyên
Tính từ định danh của loài được đặt theo tên của Đại Tây Dương, với mẫu định danh được thu thập ở ngoài khơi Sierra Leone (–ica: "thuộc về").

## Phạm vi phân bố và môi trường sống
Trước đây, C. atlantica chỉ được xem là một danh pháp đồng nghĩa với Coris julis. Tuy nhiên, cả hai loài có nhiều khác biệt về mặt hình thái và di truyền nên C. atlantica đã được công nhận là một loài hợp lệ.
Dọc theo bờ biển Tây Phi ở Đông Đại Tây Dương, C. atlantica được ghi nhận chắc chắn ít nhất là từ Sénégal trải dài về phía nam đến Gabon, bao gồm hai đảo quốc là Cabo Verde và São Tomé và Príncipe. Phạm vi của loài này cũng có thể trải dài về phía bắc đến Tây Sahara và phía nam đến Angola. Từ Sénégal ngược lên phía bắc là phạm vi của C. julis, đồng nghĩa với việc cả hai loài đều có cùng khu vực phân bố ở Sénégal, và có thể là một phần của Tây Sahara.
Môi trường sống của C. atlantica là vùng duyên hải và cận duyên hải, gần các mỏm đá ngầm và trong các thảm cỏ biển, độ sâu khoảng từ 5 đến 50 m.

## Hình thái và sinh thái học
Có lẽ như C. julis, C. atlantica nhiều khả năng là một loài dị hình giới tính và cũng là loài lưỡng tính tiền nữ, tức cá cái có thể chuyển đổi giới tính thành cá đực.
Thức ăn của C. atlantica chủ yếu là các loài thủy sinh không xương sống nhỏ. Loài này cũng có thể được đánh bắt để làm thực phẩm.